# Reza Mohseni
Reza Mohseni, född 2 mars 1967, är en svensk karateinstruktör, tidigare elitutövare och landslagscoach samt idrottslärare. Han innehar 7 dan inom JSKA (Japan Shotokan Karate Association) och är chefsinstruktör samt grundare av karateklubben Shiai IF i Stockholm, Sverige.

## Karriär
Reza Mohseni har en över 40-årig karriär inom karate och har vunnit flera internationella och nationella medaljer. Bland hans främsta meriter finns:
- VM-guld i lag (Ippon shobu) – 2 gånger
- VM-brons (individuellt)
- World Cup-silver
- EM-guld (Ippon shobu)
- EM-silver – 2 gånger
- NM-guld – flera gånger
- SM-guld – 9 gånger[1]

Utöver sin tävlingskarriär har Mohseni varit förbundskapten för det svenska kumitelandslaget och har över 10 års erfarenhet som landslagscoach.

## Shiai IF
År 2004 grundade Mohseni karateklubben Shiai IF med flera svenska mästare och SM-medaljörer på både junior- och seniornivå.